# Cytryńcowate
Cytryńcowate (Schisandraceae Blume) – rodzina należąca do jednej z najstarszych linii rozwojowych roślin okrytonasiennych – rzędu Austrobaileyales. Obejmuje trzy rodzaje z 92 gatunkami, ewentualnie dwa z 50 gatunkami w ujęciu wyodrębniającym rodzaj badian Illicium w osobną rodzinę Illiciaceae (takie ujęcie było np. opcjonalne w systemie APG II z 2003). Rodzina ma dysjunktywny zasięg obejmujący południowo-wschodnią część Stanów Zjednoczonych, Meksyk i Antyle oraz wschodnią i południowo-wschodnią Azję (od rosyjskiego Dalekiego Wschodu po Sri Lankę i Celebes). Jej przedstawiciele występowali jednak na pozostałym obszarze Azji i Europy jeszcze w trzeciorzędzie.
Owoce wielu przedstawicieli tej rodziny są jadalne. Bezpośrednio spożywane i przerabiane na dżemy i soki są owoce różnych gatunków z rodzaju cytryniec Schisandra, w Azji używane jako zamiennik cytryny, a ze względu na wysoką zawartość witaminy C – wykorzystywane są także leczniczo. Kwaśne owoce Kadsura scandens spożywane są w Malezji. Niedojrzałe owoce badiana właściwego Illicium verum wykorzystywane są jako przyprawa, zwłaszcza do aromatyzowania napojów, w tym likierów. Olejek z badiana japońskiego I. anisatum wykorzystywany jest w przemyśle perfumeryjnym, ale także do trucia ryb. Oryginalne owoce tego gatunku po zasuszeniu wykorzystywane bywają w bukieciarstwie oraz do wyrobu potpourri. Inne gatunki z rodzaju badian w Chinach stosowane są do odstraszania owadów. Liczne gatunki z wszystkich należących tu rodzajów bywają uprawiane jako rośliny ozdobne. W Polsce sadzony jako roślina ozdobna bywa cytryniec chiński Schisandra chinensis, gatunek wykorzystywany także leczniczo i jako adaptogen.
Niektóre gatunki z rodzaju badian kumulują glin. Wytwarzają proantocyjanidyny, estry kwasu angelikowego i tyglowego, ale nie elagowego.

## Morfologia

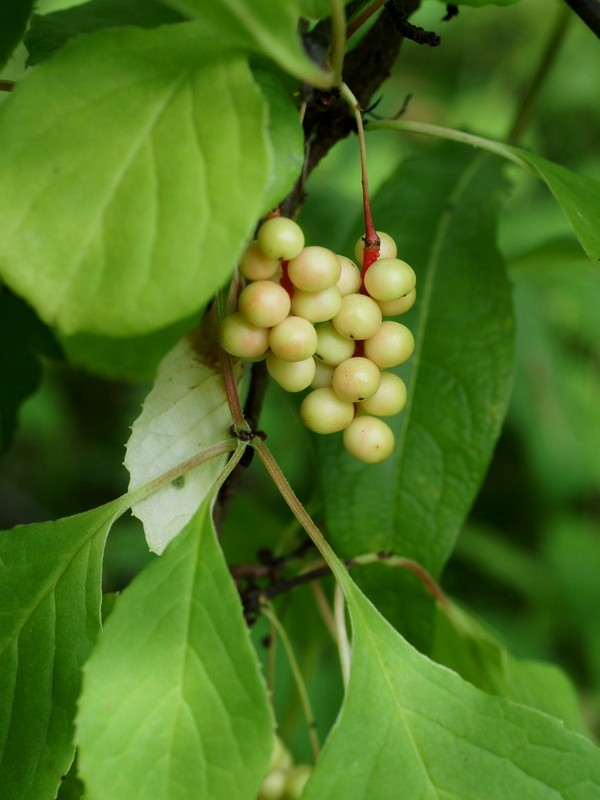
Owoce cytryńca chińskiego

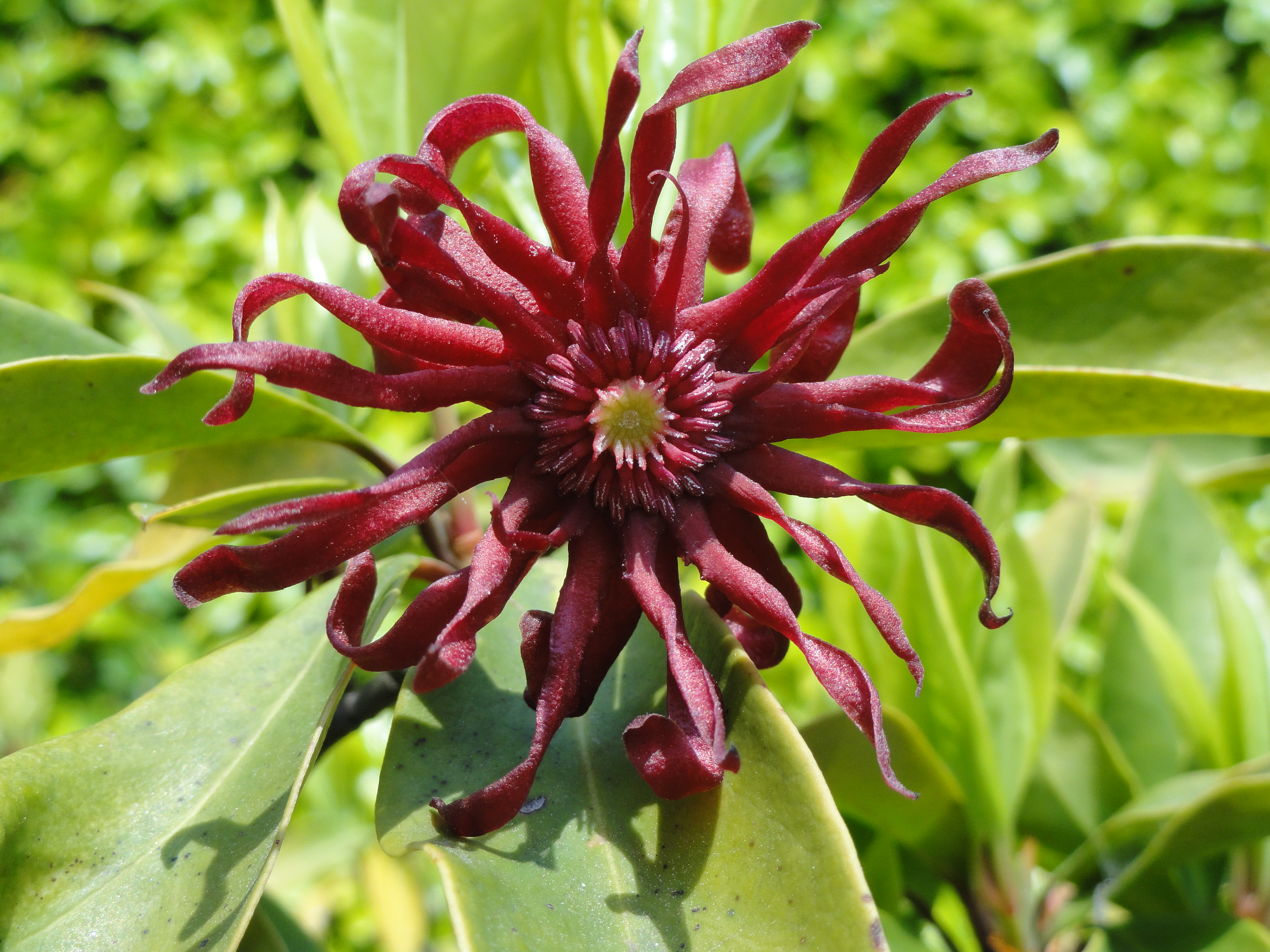
Kwiat Illicium floridanum

PokrójKrzewy, niewysokie drzewa i pnącza.
LiścieNaprzemianległe, często skupione na końcach pędów i tu czasem pozornie okółkowe lub naprzeciwległe. Zimozielone lub opadające na zimę. Liście bez przylistków, ogonkowe, pojedyncze i nagie. Blaszka całobrzega, zatokowo wcinana lub ząbkowana, skórzasta lub cienka.
KwiatyNiewielkie, promieniste, pojedyncze lub skupione po kilka w kątach liści, rzadko występuje kaulifloria. Obupłciowe (badian) lub jednopłciowe (rośliny zarówno jednopienne, jak i dwupienne). Listki okwiatu ułożone spiralnie, w jednym lub kilku okółkach, niezróżnicowane, przy czym jednak zewnętrzne zwykle mniejsze, środkowe większe i barwne a najbardziej wewnętrzne – zredukowane lub tworzące formy przejściowe do pręcikowia. Mają barwę białawą lub żółtawą, do różowej lub pomarańczowej. Pręcików jest od 4 do ponad 50, wolnych lub zrośniętych, czasem z przerośniętym i rozrośniętym końcem łącznika, o nitkach krótkich. Zalążnie są górne, tworzone przez wolne, jednokomorowe słupki w liczbie od pięciu do 300, ułożone w jednym okółku (badian) lub spiralnie. Szyjki słupka krótkie, cienkie lub stożkowate.
OwoceZbiorowe, tworzone przez mieszki rozpościerające się na kształt gwiazdy i otwierające eksplozywnie (badian) lub jagody (w rodzaju Kadsura ciasno skupione, a w przypadku Schisandra rozdzielające się). Nasiona w twardej łupinie.

## Systematyka
Przedstawiciele rodziny pierwotnie włączani byli w szeroko ujmowaną rodzinę magnoliowatych Magnoliaceae, a następnie wyodrębniani w osobne rodziny – cytryńcowatych Schisandraceae i badianowatych Illiciaceae. Obie rodziny były w różnych ujęciach tradycyjnie umieszczane w rzędzie magnoliowców Magnoliales, a następnie były wyodrębniane w rzędzie badianowców Illiciales, sytuowanym wśród bazalnych rzędów okrytonasiennych (takie ujęcie było obecne jeszcze w systemie Takhtajana z 2009). Badania molekularne na przełomie XX i XXI wieku wskazały na siostrzany charakter Schisandraceae i Illiciaceae oraz ich bliskie pokrewieństwo z Austrobaileyaceae. W efekcie w systemie APG II (2003) zaproponowano jako opcję ich połączenie pod pierwszą z tych nazw (ze względu na zasadę priorytetu taksonomicznego) oraz włączenie do rzędu Austrobaileyales. Od systemu APG III (2009) rodzaj badian jest już włączony do Schisandraceae w obrębie Austrobaileyales.
Pozycja i podział według Angiosperm Phylogeny Website (aktualizowany system APG IV z 2016)
|  | Austrobaileyaceae                                                            |
|  |                                                                              |
|  | \| \| cytryńcowate Schisandraceae \| \| \| \| \| \| Trimeniaceae \| \| \| \| |
|  |                                                                              |
|  | cytryńcowate Schisandraceae                                                  |
|  |                                                                              |
|  | Trimeniaceae                                                                 |
|  |                                                                              |

|  | cytryńcowate Schisandraceae |
|  |                             |
|  | Trimeniaceae                |
|  |                             |

|  | zieleńcowce Chloranthales |
|  |                           |
|  | klad magnoliowych         |
|  |                           |

|  | klad jednoliściennych monocots                                                                         |
|  | |
|  | \| \| rogatkowce Ceratophyllales \| \| \| \| \| \| klad dwuliściennych właściwych eudicots \| \| \| \| |
|  | |
|  | rogatkowce Ceratophyllales                                                                             |
|  | |
|  | klad dwuliściennych właściwych eudicots                                                                |
|  | |

|  | rogatkowce Ceratophyllales              |
|  |                                         |
|  | klad dwuliściennych właściwych eudicots |
|  |                                         |

|  | zieleńcowce Chloranthales |
|  |                           |
|  | klad magnoliowych         |
|  |                           |

|  | klad jednoliściennych monocots                                                                         |
|  | |
|  | \| \| rogatkowce Ceratophyllales \| \| \| \| \| \| klad dwuliściennych właściwych eudicots \| \| \| \| |
|  | |
|  | rogatkowce Ceratophyllales                                                                             |
|  | |
|  | klad dwuliściennych właściwych eudicots                                                                |
|  | |

|  | rogatkowce Ceratophyllales              |
|  |                                         |
|  | klad dwuliściennych właściwych eudicots |
|  |                                         |

|  | Austrobaileyaceae                                                            |
|  |                                                                              |
|  | \| \| cytryńcowate Schisandraceae \| \| \| \| \| \| Trimeniaceae \| \| \| \| |
|  |                                                                              |
|  | cytryńcowate Schisandraceae                                                  |
|  |                                                                              |
|  | Trimeniaceae                                                                 |
|  |                                                                              |

|  | cytryńcowate Schisandraceae |
|  |                             |
|  | Trimeniaceae                |
|  |                             |

|  | zieleńcowce Chloranthales |
|  |                           |
|  | klad magnoliowych         |
|  |                           |

|  | klad jednoliściennych monocots                                                                         |
|  | |
|  | \| \| rogatkowce Ceratophyllales \| \| \| \| \| \| klad dwuliściennych właściwych eudicots \| \| \| \| |
|  | |
|  | rogatkowce Ceratophyllales                                                                             |
|  | |
|  | klad dwuliściennych właściwych eudicots                                                                |
|  | |

|  | rogatkowce Ceratophyllales              |
|  |                                         |
|  | klad dwuliściennych właściwych eudicots |
|  |                                         |

|  | zieleńcowce Chloranthales |
|  |                           |
|  | klad magnoliowych         |
|  |                           |

|  | klad jednoliściennych monocots                                                                         |
|  | |
|  | \| \| rogatkowce Ceratophyllales \| \| \| \| \| \| klad dwuliściennych właściwych eudicots \| \| \| \| |
|  | |
|  | rogatkowce Ceratophyllales                                                                             |
|  | |
|  | klad dwuliściennych właściwych eudicots                                                                |
|  | |

|  | rogatkowce Ceratophyllales              |
|  |                                         |
|  | klad dwuliściennych właściwych eudicots |
|  |                                         |

|  | Austrobaileyaceae                                                            |
|  |                                                                              |
|  | \| \| cytryńcowate Schisandraceae \| \| \| \| \| \| Trimeniaceae \| \| \| \| |
|  |                                                                              |
|  | cytryńcowate Schisandraceae                                                  |
|  |                                                                              |
|  | Trimeniaceae                                                                 |
|  |                                                                              |

|  | cytryńcowate Schisandraceae |
|  |                             |
|  | Trimeniaceae                |
|  |                             |

|  | zieleńcowce Chloranthales |
|  |                           |
|  | klad magnoliowych         |
|  |                           |

|  | klad jednoliściennych monocots                                                                         |
|  | |
|  | \| \| rogatkowce Ceratophyllales \| \| \| \| \| \| klad dwuliściennych właściwych eudicots \| \| \| \| |
|  | |
|  | rogatkowce Ceratophyllales                                                                             |
|  | |
|  | klad dwuliściennych właściwych eudicots                                                                |
|  | |

|  | rogatkowce Ceratophyllales              |
|  |                                         |
|  | klad dwuliściennych właściwych eudicots |
|  |                                         |

|  | zieleńcowce Chloranthales |
|  |                           |
|  | klad magnoliowych         |
|  |                           |

|  | klad jednoliściennych monocots                                                                         |
|  | |
|  | \| \| rogatkowce Ceratophyllales \| \| \| \| \| \| klad dwuliściennych właściwych eudicots \| \| \| \| |
|  | |
|  | rogatkowce Ceratophyllales                                                                             |
|  | |
|  | klad dwuliściennych właściwych eudicots                                                                |
|  | |

|  | rogatkowce Ceratophyllales              |
|  |                                         |
|  | klad dwuliściennych właściwych eudicots |
|  |                                         |

|  | Austrobaileyaceae                                                            |
|  |                                                                              |
|  | \| \| cytryńcowate Schisandraceae \| \| \| \| \| \| Trimeniaceae \| \| \| \| |
|  |                                                                              |
|  | cytryńcowate Schisandraceae                                                  |
|  |                                                                              |
|  | Trimeniaceae                                                                 |
|  |                                                                              |

|  | cytryńcowate Schisandraceae |
|  |                             |
|  | Trimeniaceae                |
|  |                             |

|  | zieleńcowce Chloranthales |
|  |                           |
|  | klad magnoliowych         |
|  |                           |

|  | klad jednoliściennych monocots                                                                         |
|  | |
|  | \| \| rogatkowce Ceratophyllales \| \| \| \| \| \| klad dwuliściennych właściwych eudicots \| \| \| \| |
|  | |
|  | rogatkowce Ceratophyllales                                                                             |
|  | |
|  | klad dwuliściennych właściwych eudicots                                                                |
|  | |

|  | rogatkowce Ceratophyllales              |
|  |                                         |
|  | klad dwuliściennych właściwych eudicots |
|  |                                         |

|  | zieleńcowce Chloranthales |
|  |                           |
|  | klad magnoliowych         |
|  |                           |

|  | klad jednoliściennych monocots                                                                         |
|  | |
|  | \| \| rogatkowce Ceratophyllales \| \| \| \| \| \| klad dwuliściennych właściwych eudicots \| \| \| \| |
|  | |
|  | rogatkowce Ceratophyllales                                                                             |
|  | |
|  | klad dwuliściennych właściwych eudicots                                                                |
|  | |

|  | rogatkowce Ceratophyllales              |
|  |                                         |
|  | klad dwuliściennych właściwych eudicots |
|  |                                         |

|  | Austrobaileyaceae                                                            |
|  |                                                                              |
|  | \| \| cytryńcowate Schisandraceae \| \| \| \| \| \| Trimeniaceae \| \| \| \| |
|  |                                                                              |
|  | cytryńcowate Schisandraceae                                                  |
|  |                                                                              |
|  | Trimeniaceae                                                                 |
|  |                                                                              |

|  | cytryńcowate Schisandraceae |
|  |                             |
|  | Trimeniaceae                |
|  |                             |

|  | zieleńcowce Chloranthales |
|  |                           |
|  | klad magnoliowych         |
|  |                           |

|  | klad jednoliściennych monocots                                                                         |
|  | |
|  | \| \| rogatkowce Ceratophyllales \| \| \| \| \| \| klad dwuliściennych właściwych eudicots \| \| \| \| |
|  | |
|  | rogatkowce Ceratophyllales                                                                             |
|  | |
|  | klad dwuliściennych właściwych eudicots                                                                |
|  | |

|  | rogatkowce Ceratophyllales              |
|  |                                         |
|  | klad dwuliściennych właściwych eudicots |
|  |                                         |

|  | zieleńcowce Chloranthales |
|  |                           |
|  | klad magnoliowych         |
|  |                           |

|  | klad jednoliściennych monocots                                                                         |
|  | |
|  | \| \| rogatkowce Ceratophyllales \| \| \| \| \| \| klad dwuliściennych właściwych eudicots \| \| \| \| |
|  | |
|  | rogatkowce Ceratophyllales                                                                             |
|  | |
|  | klad dwuliściennych właściwych eudicots                                                                |
|  | |

|  | rogatkowce Ceratophyllales              |
|  |                                         |
|  | klad dwuliściennych właściwych eudicots |
|  |                                         |

|  | Austrobaileyaceae                                                            |
|  |                                                                              |
|  | \| \| cytryńcowate Schisandraceae \| \| \| \| \| \| Trimeniaceae \| \| \| \| |
|  |                                                                              |
|  | cytryńcowate Schisandraceae                                                  |
|  |                                                                              |
|  | Trimeniaceae                                                                 |
|  |                                                                              |

|  | cytryńcowate Schisandraceae |
|  |                             |
|  | Trimeniaceae                |
|  |                             |

|  | zieleńcowce Chloranthales |
|  |                           |
|  | klad magnoliowych         |
|  |                           |

|  | klad jednoliściennych monocots                                                                         |
|  | |
|  | \| \| rogatkowce Ceratophyllales \| \| \| \| \| \| klad dwuliściennych właściwych eudicots \| \| \| \| |
|  | |
|  | rogatkowce Ceratophyllales                                                                             |
|  | |
|  | klad dwuliściennych właściwych eudicots                                                                |
|  | |

|  | rogatkowce Ceratophyllales              |
|  |                                         |
|  | klad dwuliściennych właściwych eudicots |
|  |                                         |

|  | zieleńcowce Chloranthales |
|  |                           |
|  | klad magnoliowych         |
|  |                           |

|  | klad jednoliściennych monocots                                                                         |
|  | |
|  | \| \| rogatkowce Ceratophyllales \| \| \| \| \| \| klad dwuliściennych właściwych eudicots \| \| \| \| |
|  | |
|  | rogatkowce Ceratophyllales                                                                             |
|  | |
|  | klad dwuliściennych właściwych eudicots                                                                |
|  | |

|  | rogatkowce Ceratophyllales              |
|  |                                         |
|  | klad dwuliściennych właściwych eudicots |
|  |                                         |

|  | Austrobaileyaceae                                                            |
|  |                                                                              |
|  | \| \| cytryńcowate Schisandraceae \| \| \| \| \| \| Trimeniaceae \| \| \| \| |
|  |                                                                              |
|  | cytryńcowate Schisandraceae                                                  |
|  |                                                                              |
|  | Trimeniaceae                                                                 |
|  |                                                                              |

|  | cytryńcowate Schisandraceae |
|  |                             |
|  | Trimeniaceae                |
|  |                             |

|  | zieleńcowce Chloranthales |
|  |                           |
|  | klad magnoliowych         |
|  |                           |

|  | klad jednoliściennych monocots                                                                         |
|  | |
|  | \| \| rogatkowce Ceratophyllales \| \| \| \| \| \| klad dwuliściennych właściwych eudicots \| \| \| \| |
|  | |
|  | rogatkowce Ceratophyllales                                                                             |
|  | |
|  | klad dwuliściennych właściwych eudicots                                                                |
|  | |

|  | rogatkowce Ceratophyllales              |
|  |                                         |
|  | klad dwuliściennych właściwych eudicots |
|  |                                         |

|  | zieleńcowce Chloranthales |
|  |                           |
|  | klad magnoliowych         |
|  |                           |

|  | klad jednoliściennych monocots                                                                         |
|  | |
|  | \| \| rogatkowce Ceratophyllales \| \| \| \| \| \| klad dwuliściennych właściwych eudicots \| \| \| \| |
|  | |
|  | rogatkowce Ceratophyllales                                                                             |
|  | |
|  | klad dwuliściennych właściwych eudicots                                                                |
|  | |

|  | rogatkowce Ceratophyllales              |
|  |                                         |
|  | klad dwuliściennych właściwych eudicots |
|  |                                         |

|  | Austrobaileyaceae                                                            |
|  |                                                                              |
|  | \| \| cytryńcowate Schisandraceae \| \| \| \| \| \| Trimeniaceae \| \| \| \| |
|  |                                                                              |
|  | cytryńcowate Schisandraceae                                                  |
|  |                                                                              |
|  | Trimeniaceae                                                                 |
|  |                                                                              |

|  | cytryńcowate Schisandraceae |
|  |                             |
|  | Trimeniaceae                |
|  |                             |

|  | zieleńcowce Chloranthales |
|  |                           |
|  | klad magnoliowych         |
|  |                           |

|  | klad jednoliściennych monocots                                                                         |
|  | |
|  | \| \| rogatkowce Ceratophyllales \| \| \| \| \| \| klad dwuliściennych właściwych eudicots \| \| \| \| |
|  | |
|  | rogatkowce Ceratophyllales                                                                             |
|  | |
|  | klad dwuliściennych właściwych eudicots                                                                |
|  | |

|  | rogatkowce Ceratophyllales              |
|  |                                         |
|  | klad dwuliściennych właściwych eudicots |
|  |                                         |

|  | zieleńcowce Chloranthales |
|  |                           |
|  | klad magnoliowych         |
|  |                           |

|  | klad jednoliściennych monocots                                                                         |
|  | |
|  | \| \| rogatkowce Ceratophyllales \| \| \| \| \| \| klad dwuliściennych właściwych eudicots \| \| \| \| |
|  | |
|  | rogatkowce Ceratophyllales                                                                             |
|  | |
|  | klad dwuliściennych właściwych eudicots                                                                |
|  | |

|  | rogatkowce Ceratophyllales              |
|  |                                         |
|  | klad dwuliściennych właściwych eudicots |
|  |                                         |

Wykaz rodzajów
- Illicium L. – badian
- Kadsura Juss.
- Schisandra Michx. – cytryniec